# 12099 Meigooni
12099 Meigooni eller 1998 HQ124 är en asteroid i huvudbältet som upptäcktes den 23 april 1998 av LINEAR i Socorro County, New Mexico. Den är uppkallad efter David Nima Meigooni.
Asteroiden har en diameter på ungefär 4 kilometer.